# Safi
Safi (arabsky أسفي‎, berbersky ⴰⵙⴼⵉ) je marocké město ležící na pobřeží Atlantského oceánu, 250 kilometrů na jihozápad od Casablancy. Je centrem aglomerace, v které žilo v roce 1987 bezmála 800 tisíc obyvatel.
Zdejší přístav je v rámci Maroka nejvýznamnějším vývozním místem sardinek, dále se odsud vyváží fosfáty a keramika.
V letech 1488 až 1541 bylo Safi součástí portugalské koloniální říše.
Během druhé světové války bylo místem námořního výsadku operace Torch.

## Významní rodáci
- Michel Galabru, francouzský herec
- Aharon Nachmi'as, izraelský politik
- Uri Sebag, izraelský politik